# Ільницький Сергій Володимирович
Сергі́й Володи́мирович Ільни́цький (20 травня 1970, Київ — 22 серпня 2023) — український військовослужбовець, громадський діяч, політик та спортсмен, учасник російсько-української війни, який загинув під час російського вторгнення в Україну.

## Життєпис
Народився 20 травня 1970 року в м. Києві. Навчався у школах № 143 та № 168 м. Києва. Закінчив Київське вище інженерне радіотехнічне училище протиповітряної оборони та Національний університет оборони України. Ступінь магістра державного управління здобув у Львівському регіональному інституті Національної академії державного управління при Президентові України.
23 роки прослужив у Збройних силах України. Вийшов у відставку у званні полковника.
З 2014 року брав участь в АТО на Сході України у складі Добровольчого українського корпусу та Української Добровольчої Армії. На Донбасі у ході бойових дій зазнав травми, яка спричинили інвалідність. Був нагороджений орденом «За заслуги» III ступеня.
З початком російського вторгнення в Україну в 2022 році став на захист України. У 2023 році був призначений заступником командувача Української добровольчої армії, командир загону «Південь» УДА у складі 28-ої окремої механізованої бригади.
Загинув 22 серпня 2023 року поблизу селища Курдюмівки Бахмутського району Донецької області. 28 серпня 2023  року в Михайлівському Золотоверхому соборі архієпископ Агапіт Гуменюк відслужив похорон. Похований у Києві на Лісовому кладовищі.

## Політична діяльність
Був помічником народного депутата Верховної ради України VIII скликання від партії «Правий сектор» Дмитра Яроша.
У 2019 році балотувався до Верховної Ради України від партії «Голос» за 82 номером у виборчому списку, не обрано.
У 2020 році балотувався до Київської міської ради від партії «Європейська Солідарність» за 62 номером у виборчому списку, не обрано.
У 2023 році став депутатом Київської міської ради від партії «Європейська Солідарність».

## Громадська діяльність
Очолював волонтерську громадську організацію «ДІЯ», яка допомагає підрозділам ЗСУ, військово-цивільним адміністраціям та добровольчим формуванням.

## Спортивна діяльність
Майстер спорту з веслування на байдарці.
У 2018 році став переможцем національних змагань «Ігор Нескорених» в Україні. Був капітаном збірної України на Іграх нескорених 2018 року в Сіднеї та здобув золоту медаль у вправі на веслувальних тренажерах.

## Нагороди
- орден «За заслуги» III ступеня (22.01.2022) — за значні особисті заслуги у захисті державного суверенітету та територіальної цілісності України, мужність, виявлену під час бойових дій, зразкове виконання військового і службового обов'язку, багаторічну сумлінну працю[5].

## Вшанування пам'яті
- 29 серпня 2024 року у Києві відкрили меморіальну дошку Сергію Ільницькому.[6]